# Ołeksandr Łukjanczenko
Ołeksandr Ołeksijowycz Łukjanczenko (ukr. Олександр Олексійович Лук'янченко; ros. Александр Алексеевич Лукьянченко, Aleksandr Aleksiejewicz Łukjanczenko; ur. 30 sierpnia 1947 w miejscowości Berdyczi w obwodzie donieckim) — ukraiński samorządowiec, prezydent Doniecka.

## Życiorys
Po ukończeniu szkół w rodzinnej miejscowości Berdyczi oraz pobliskiej Awdijiwce, kontynuował kształcenie w donieckim technikum budowlanym, po czym podjął służbę w Armii Czerwonej. Pracował w zakładach "Strojdietal" oraz "Donieckżyłstroje" jako główny inżynier.
W listopadzie 1992 objął obowiązki wiceprzewodniczącego Miejskiego Komitetu Wykonawczego w Doniecku. W latach 1994–1996 pracował jako wiceprzewodniczący państwowej administracji obwodu donieckiego. Od 1996 do 1998 pełnił funkcję pierwszego wiceprezydenta Doniecka (za kadencji Wołodymyra Rybaka). 31 marca 2002 zwyciężył w wyborach na prezydenta miasta, cztery lata później utrzymał swą funkcję. 31 października 2010 został wybrany na trzecią kadencję.
Odznaczony Orderem Księcia Jarosława Mądrego V klasy (2012).